# 円也
円也（えんや、? - 1584年（天正12年）9月5日）は、安土桃山時代の浄土宗の僧。秀蓮社雲誉を号す。筑後国柳川の出身で、俗姓を中西氏という。菊池氏の末裔とも伝わる。周防国の出身との異説もある

## 略歴
若い頃より諸国を歴訪し、名僧を尋ねた。
伊勢国の悟真寺6代目住職を務めた後、職を辞し関東へ移った。
初め増上寺9世貞把に学び、後に存貞の弟子となった。
1563年（永禄6年）存貞より相模国大長寺住職の座を譲り受け、2代目住職となる。
1566年（永禄9年）10月14日、増上寺法主の座を存貞より譲り受け、11代目法主となる。
1582年（天正10年）11月、火災により増上寺を焼失。境内の再建に努めるが、この頃より隠棲を志す。
1584年（天正12年）8月、弟子の慈昌に増上寺法主の座を譲り、天光院を開いて隠棲する。
同年9月5日、天光院を念誉春貞に譲り入寂する。